# Suluspecht
Der Suluspecht (Yungipicus ramsayi, Syn. Picoides ramsayi; Dendrocopos ramsayi) ist eine Vogelart aus der Familie der Spechte (Picidae).
Die Art wurde als konspezifisch mit dem Scopoli-Specht (Yungipicus maculatus) angesehen, dann aber als eigenständig abgetrennt.
Ferner wurde die Art früher in die Gattung Dendrocopos gestellt, mitunter auch in Picoides.
Der Vogel ist endemisch auf den Philippinen und Standvogel.
Der Lebensraum umfasst tropischen feuchten Primärwald, bevorzugt Lichtungen und Waldränder bis 550 m Höhe.
Das Artepitheton bezieht sich auf Robert George Wardlaw-Ramsay (1852–1921).

## Merkmale
Der Vogel ist 13 – 14 cm groß. Das Männchen ist dunkelbraunen von Stirn bis Scheitelmitte, dann bis zum Nacken rot, ein weißer Überaugenstreif verläuft breit von hinter dem Auge bis in den Nacken, ein weiterer bräunlich-schwarzer Streifen umfasst die Ohrdecken und zieht Richtung Nacken und vereinigt sich dort mit einem braunen Band, das von dem gelblich-braunen Zügel über die Wange nach hinten verläuft. Der Bartstreif ist heller braun, die Oberseite braun und ungebändert mit breiten unregelmäßigen weißen Streifen. Auf den Handschwingen sind schmale blasse Binden. Die Schwanzoberseite ist dunkelbraun.
Kinn und Kehle sind weiß, die Unterseite weiß mit bräunlichem, gelb oder golden begrenztem Brustband. An den Flanken sind einzelne undeutliche graue Streifen. Der ziemlich lange Schnabel hat eine meißelförmige Spitze, eine gerade Oberseite und ist dunkelgrau mit etwas blasserer Basis. Die Iris ist braun bis bräunlich-rot, die Beine bräunlich bis grau-oliv.
Das Weibchen hat einen durchgehend braunen Scheitel. Jungvögel sind blasser, auf der Unterseite grauer.
Die Art ist monotypisch.

## Stimme
Der Ruf wird als schnelles „kikikikikikiki“ beschrieben, etwas langsamer und lauter als der des Scopoli-Spechtes (Yungipicus maculatus).

## Lebensweise
Die Nahrung besteht aus vermutlich aus Wirbellosen, die einzeln, paarweise, aber auch im gemischten Jagdgemeinschaften auf abgestorbenen Ästen oder oben im Blattwerk der Bäume gesucht werden.
Die Brutzeit ist nicht bekannt.

## Gefährdungssituation
Die Art gilt als gefährdet (Vulnerable) durch Habitatverlust.